# Ananda Devi

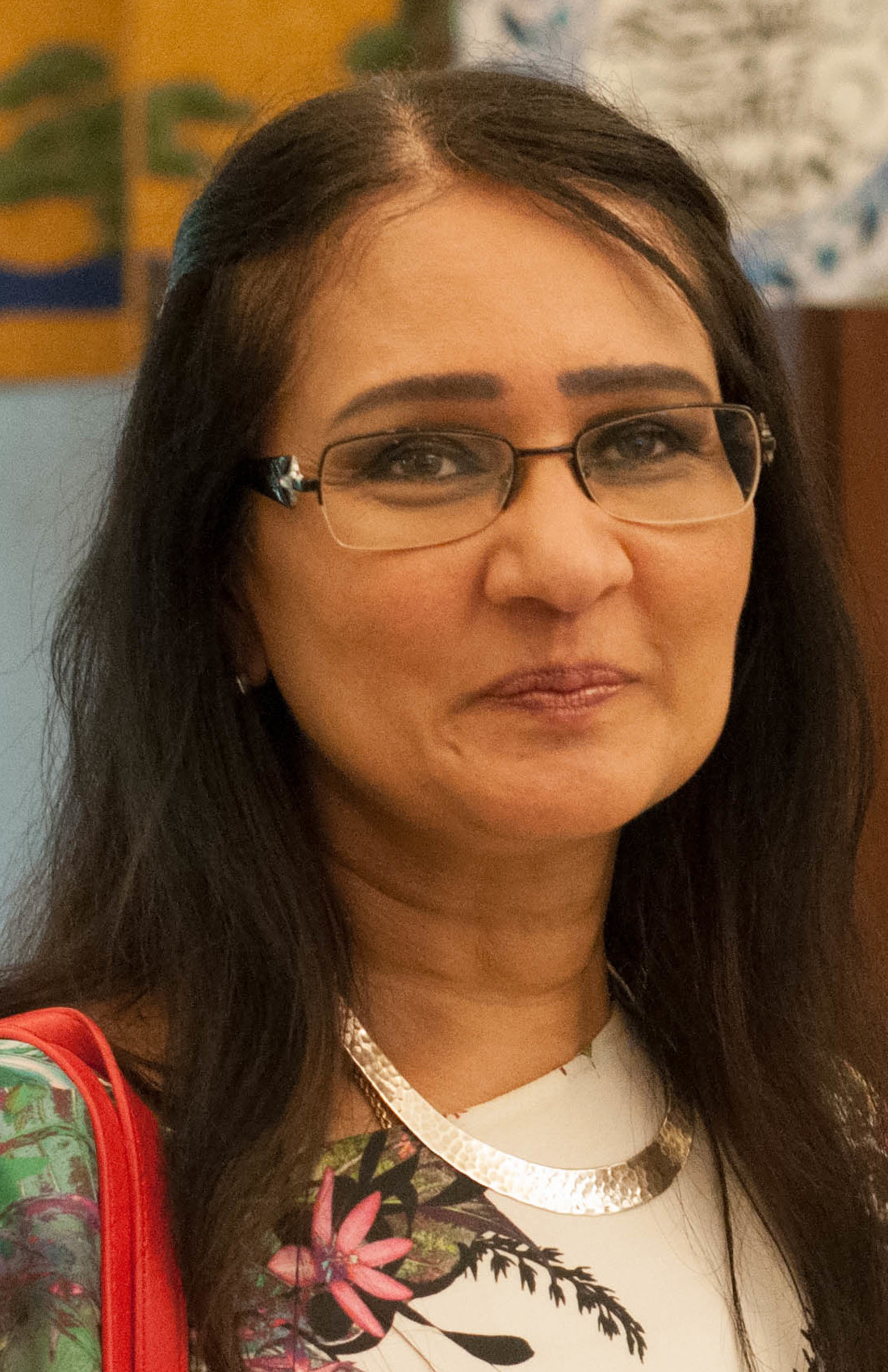
Ananda Devi (2016)

Ananda Devi Nirsimloo-Anenden (* 23. März 1957 in Trois Boutiques) ist eine mauritische Schriftstellerin.

## Leben
Devi wurde 1957 in Trois Boutiques auf Mauritius geboren. Die Familie ihrer Mutter stammte aus dem indischen Andhra Pradesh, ihr Vater war kreolischer Herkunft. Die mehrsprachig erzogene Devi gewann bereits mit 15 Jahren einen Literaturwettbewerb von Radio France Internationale und veröffentlichte mit zwanzig Jahren eine erste Sammlung von Kurzgeschichten (Solstices, 1977). Daneben arbeitete sie als Übersetzerin und verfolgte ein Studium der Ethnologie und Anthropologie, das in einer Promotion an der SOAS University of London in Sozialanthropologie mündete. In den 1980ern und 1990ern begann sie, sich hauptsächlich auf eine literarische Karriere zu konzentrieren; unter anderem veröffentlichte sie ihren Debütroman Rue la Poudrière (1988) und weitere Romane. Zeitweise lebte sie in der Republik Kongo, ehe sie 1989 nach Ferney-Voltaire an die Grenze zwischen Frankreich und der Schweiz umzog.
Mit Beginn des 21. Jahrhunderts gelang es Devi, eine immer größere Leserschaft zu gewinnen. Gleichzeitig waren die 2000er für Devi eine produktive Zeit, in der sie besonders im Pariser Verlag Éditions Gallimard mehrere Romane veröffentlichte. Ihr bedeutendstes Werk ist der Roman Ève de ses décombres (2006), der wohlwollende Kritiken erfuhr und mehrere Literaturpreise erhielt. Neben einigen weiteren Kurzgeschichten begann sie auch, im Genre der Lyrik zu publizieren. Devi schreibt auf Französisch; ihre Werke wurden – teils von ihr selbst – auch in andere Sprachen übersetzt. Oftmals spielen ihre Texte auf Mauritius, und die Multikulturalität der Insel ist nicht zuletzt ein zentraler Bezugspunkt ihres Werkes. Das Gedankengut des Postkolonialismus ist eine fundamentale Säule ihres Werkes. Gleichzeitig setzt sich Devi häufig mit der Beibehaltung von Weiblichkeit in marginalisierten soziokulturellen Sphären auseinander. Die Literaturwissenschaftlerin Amaleena Damlé beschreibt Devis literarischen Stil als „intim-poetischen und lyrischen Stil.“

## Ehrungen
- 1972: Concours radiophonique de la meilleure nouvelle de langue française[4]
- 2001: Prix Radio France du Livre de l’Océan Indien für Moi, l’interdite[1]
- 2006: Prix des cinq continents de la francophonie für Ève de ses décombres[1]
- 2006: Prix RFO du livre für Ève de ses décombres[5]
- 2007: Certificat d’Honneur Maurice Cagnon du Conseil International d’Études Francophones für Ève de ses décombres[1]
- 2007: Prix Télévision Suisse Romande für Ève de ses décombres[1]
- 2010: Prix Louis-Guilloux für Le Sari vert[1]
- 2010: Chevalier des Ordre des Arts et des Lettres[6]
- 2012: Prix Mokanda[2]
- 2014: Prix du rayonnement de la langue et de la littérature françaises der Académie française[7]
- 2018: Prix Ouest-France Étonnants Voyageurs für Manger l'autre[8]
- 2021: Prix Femina des lycéens für Le rire des déesses[9]
- 2022: Ehrendoktor der Schlesischen Universität[10]
- 2022: Grand Prix du Roman Métis für Le rire des déesses[11]
- 2023: Grand Prix de l’Héroïne Madame Figaro in der Kategorie Roman étranger für Sylvia P.[12]
- 2023: Prix de la langue française[13]
- 2024: Neustadt International Prize for Literature[14]

## Werke
Romane
- Rue la Poudrière. Nouvelles Éditions Africaines, Abidjan 1988, ISBN 2-7236-1477-8.
- Le Voile de Draupadi. L’Harmattan, Paris 1993, ISBN 2-7384-1641-1.
- L’Arbre fouet. L’Harmattan, Paris 1997, ISBN 2-7384-5057-1.
- Moi, l’Interdite. Dapper, Paris 2000, ISBN 2-906067-60-1.
- Pagli. Gallimard, Paris 2001, ISBN 2-07-076021-9.
- Soupir. Gallimard, Paris 2002, ISBN 2-07-076013-8.
- La Vie de Joséphin le fou. Gallimard, Paris 2003, ISBN 2-07-070334-7.
- Ève de ses décombres. Gallimard, Paris 2006, ISBN 2-07-077618-2.
- Indian Tango. Gallimard, Paris 2007, ISBN 978-2-07-078525-4.
- Le Sari vert. Gallimard, Paris 2009, ISBN 978-2-07-030218-5.
- Les hommes qui me parlent. Gallimard, Paris 2011, ISBN 978-2-07-013440-3.
- Les Jours vivants. Gallimard, Paris 2013, ISBN 978-2-07-014041-1.
- Manger l’autre. Grasset & Fasquelle, Paris 2018, ISBN 978-2-246-81345-3.
- Le Rire des déesses. Grasset & Fasquelle, Paris 2021, ISBN 978-2-246-82714-6.
- Le Jour des cameléons. Grasset & Fasquelle, Paris 2023, ISBN 978-2-246-83457-1.

Kurzgeschichtensammlungen
- Solstices. Regent Press, Port Louis 1977.
- Le Poids des etres. Éditions de l’Océan Indien, Rose-Hill 1987.
- La Fin des pierres et des âges. Éditions de l’Océan Indien, Rose-Hill 1993, ISBN 99903-0-139-5.
- L’ambassadeur triste. Gallimard, Paris 2015, ISBN 978-2-07-014796-0.
- L’illusion poétique. Paulsen, Paris 2017, ISBN 978-2-35221-249-2.
- Fardo. Cambourakis, Paris 2020, ISBN 978-2-36624-503-5.

Lyriksammlung
- Le Long Désir. Gallimard, Paris 2003, ISBN 2-07-076873-2.
- Quand la nuit consent à me parler. Éditions Bruno Doucey, Paris 2011, ISBN 978-2-36229-018-3.
- Ceux du large. Éditions Bruno Doucey, Paris 2017, ISBN 978-2-36229-148-7.
- Danser sur tes Braises suivi de Six décennies. Éditions Bruno Doucey, Paris 2020, ISBN 978-2-36229-275-0.

Sachliteratur
- The Primordial Link: Telugu Ethnic Identity in Mauritius. Dissertation, University of London 1982 (Digitalisat)
- Deux malles et une marmite: Quel est ce mystère d'écrire? Editions Project’iles, Le Palais-sur-Vienne 2021, ISBN 978-2-493-03605-6.
- Sylvia P. Éditions Bruno Doucey, Paris 2022, ISBN 978-2-36229-429-7.
- La nuit s'ajoute à la nuit (= Ma nuit au musée). Éditions Stock, Paris 2024. ISBN 9782234094864.